# كيمياء عضوية فيزيائية

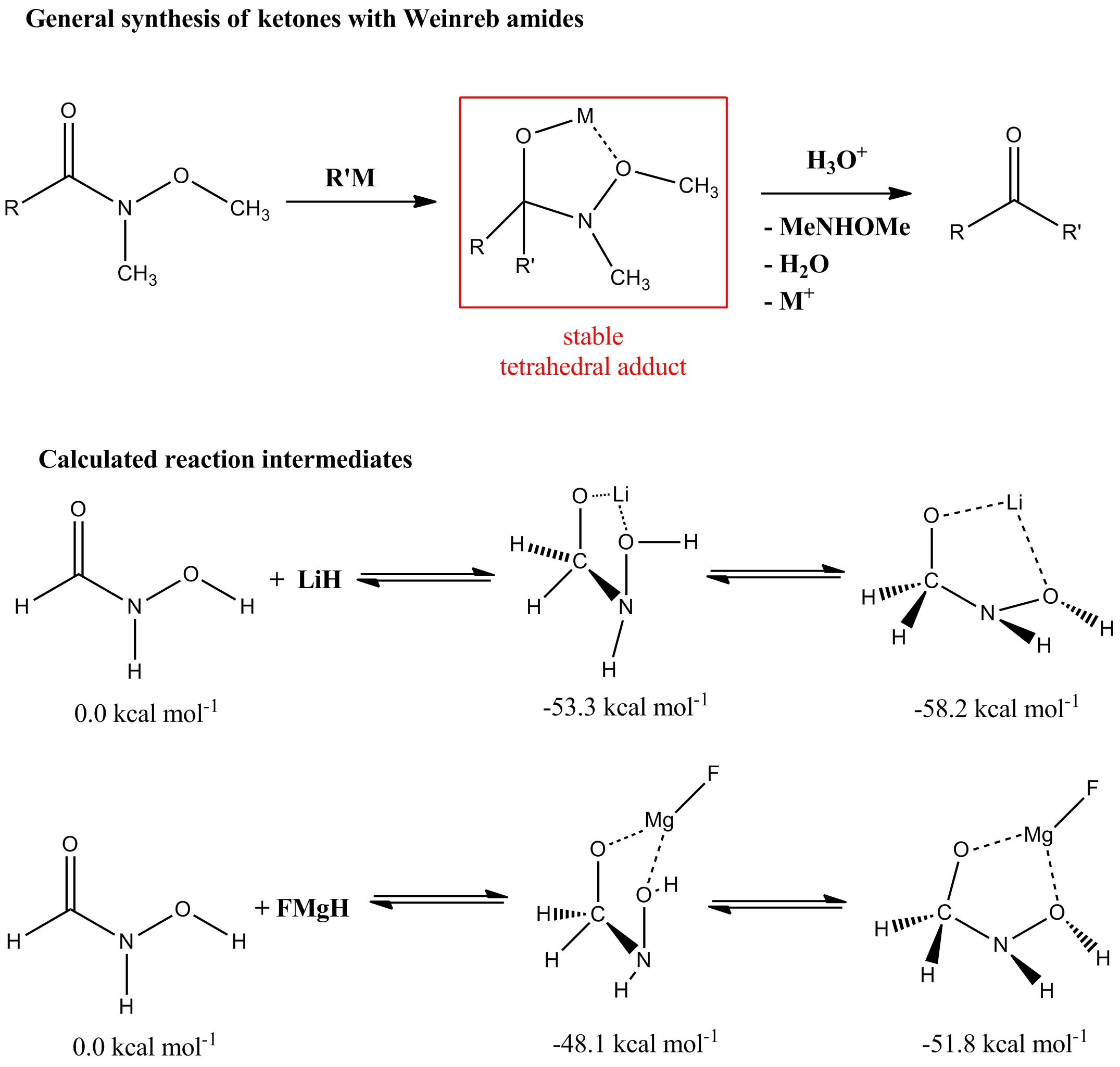

الكيمياء العضوية الفيزيائية مصطلح صاغه لويس هاميت في عام 1940، يشير إلى أحد تخصصات الكيمياء العضوية الذي يركز على العلاقة بين البنية الكيميائية والتفاعلية، على وجه الخصوص، تطبيق أدوات تجريبية للكيمياء الفيزيائية لدراسة الجزيئات العضوية. تشمل نقاط التركيز المحددة لدراسة معدلات التفاعلات العضوية، والاستقرار الكيميائي النسبي للمواد المتفاعلة، والمركبات الوسطية النشيطة، والحالات الانتقالية، ونواتج التفاعلات الكيميائية، والجوانب غير التساهمية للتذاوب والتفاعلات الجزيئية التي تؤثر على التفاعل الكيميائي. توفر هذه الدراسات أُطرًا نظرية وعملية لفهم كيف تؤثر التغييرات في بنية المحلول أو المواد الصلبة على آلية التفاعل ومعدل كل تفاعل عضوي ذي أهمية.

## التطبيق
يستخدم اختصاصيو الكيمياء العضوية الفيزيائية المناهج النظرية والتجريبية لفهم هذه المشاكل التأسيسية في الكيمياء العضوية، بما في ذلك حسابات الترموديناميكا الكلاسيكية والإحصائية، والنظرية الميكانيكية الكمومية والكيمياء الحاسوبية، بالإضافة إلى المطيافية التجريبية (على سبيل المثال، الرنين المغناطيسي النووي)، والمطياف (على سبيل المثال، مطيافية الكتلة)، ونهج علم البلورات. يحتوي المجال على تطبيقات لمجموعة متنوعة من المجالات الأكثر تخصصًا، بما في ذلك الكيمياء الكهربائية والكيميائية الضوئية، وكيمياء المبلمرات وكيمياء الجزيئات الضخمة، والكيمياء العضوحيوية، وعلم الإنزيمات، والبيولوجيا الكيميائية، وكذلك للمؤسسات التجارية التي تشمل كيمياء العمليات، والهندسة الكيميائية، وعلوم المواد وتقنية النانو وعلم الأدوية في اكتشاف الدواء حسب التصميم.

## النطاق
الكيمياء العضوية الفيزيائية هي دراسة العلاقة بين بنية الجزيئات العضوية وتفاعليتها. بشكل أكثر تحديدًا، تطبق الكيمياء العضوية الفيزيائية الأدوات التجريبية للكيمياء الفيزيائية لدراسة بنية الجزيئات العضوية وتوفر إطارًا نظريًا يفسر كيفية تأثير البنية على آليات التفاعلات العضوية ومعدلاتها. يمكن اعتبارها مجالًا فرعيًا يربط الكيمياء العضوية بالكيمياء الفيزيائية.
يستخدم اختصاصيو الكيمياء العضوية الفيزيائية كلًا من التخصصات التجريبية والنظرية مثل المطيافية والمطياف، وعلم البلورات، والكيمياء الحاسوبية، والنظرية الكمومية لدراسة كل من معدلات التفاعلات العضوية والاستقرار الكيميائي النسبي للمواد المتفاعلة، والحالات الانتقالية، والنواتج. يعمل الكيميائيون في هذا المجال لفهم الأسس الفيزيائية للكيمياء العضوية الحديثة، لذا يكون للكيمياء العضوية الفيزيائية تطبيقات في مجالات متخصصة بما في ذلك كيمياء المبلمرات وكيمياء الجزيئات الضخمة والكيمياء الكهربائية والكيمياء الضوئية.

## التاريخ
صاغ لويس هاميت مصطلح الكيمياء العضوية الفيزيائية عام 1940 عندما استخدم العبارة كعنوان لكتابه.

## التركيب الكيميائي والديناميكا الحرارية

### الكيمياء الحرارية
يستخدم اختصاصيو الكيمياء العضوية أدوات الترموديناميكا لدراسة روابط الأنظمة الكيميائية واستقرارها وطاقتها. هذا يشمل تجارب لقياس أو تحديد المحتوى الحراري (ΔH)، والإنتروبيا (ΔS)، وطاقة غيبس الحرة (ΔG) لتفاعل ما، أو التحويل، أو المصاوغة. قد يستخدم الكيميائيون العديد من طرق التحليل الكيميائية والرياضية، مثل معادلة فانت هوف، لحساب هذه القيم.
تُستخدم الثوابت التجريبية مثل طاقة تفكك الرابطة، والحرارة القياسية للتكوين (ΔHf°)، وحرارة الاحتراق (ΔHc°) للتنبؤ باستقرار الجزيئات والتغير في المحتوى الحراري (ΔH) خلال مسار التفاعلات. بالنسبة للجزيئات المعقدة، قد لا تكون قيمة ΔHf° متاحة ويمكن تقديرها باستخدام بقايا جزيئية ذات قيم حرارة تكوين معروفة. غالبًا ما يُشار إلى هذا النوع من التحليل باسم نظرية بنسون، نسبةً للكيميائي سيدني بنسون الذي قضى مهنتة في تطوير المفهوم.
تُعد الكيمياء الحرارية للمركبات الوسطية النشيطة –كاتيونات كربونية وأنيونات كربونية وجذور كيميائية- ذات أهمية أيضًا لاختصاصيي الكيمياء العضوية الفيزيائية. تتوفر بيانات إضافة مجموعات للأنظمة الجذرية. يمكن تقييم استقرار الكاتيونات الكربونية والأنيونات الكربونية باستخدام إلفة أيون الهيدريد وقيم ثابت تفكك الحمض، على التوالي.

### تآثرات غير تساهمية
يستخدم الكيميائيون دراسة الارتباطات/التآثرات غير التساهمية داخل الجزيئات وبين الجزيئات لتقييم التفاعلية. تشمل هذه التآثرات، على سبيل المثال لا الحصر، الروابط الهيدروجينية، والتآثرات الإلكتروستاتيكية بين الجزيئات المشحونة، وتآثرات ثنائي القطب، ثنائي القطب، وتآثرات الكاتيون-باي، والتآثرات القطبية-باي، وتراص الرابطة باي، ومعقد انتقال الشحنة، والروابط الهالوجينية. بالإضافة إلى ذلك، إن التأثير الكاره للماء —الذي تبديه المركبات العضوية في الماء— هو تفاعل إلكتروستاتيكي غير تساهمي يثير اهتمام الكيميائيين. يعود الأصل الدقيق للتأثير الكاره للماء للعديد من التآثرات المعقدة، ولكن يُعتقد أنه أهم مكون في التعرف الجزيئي الحيوي في الماء. على سبيل المثال، أوضح كزو وميلتشر وأخرون الأساس البنيوي للتعرف على حمض الفوليك بواسطة بروتينات مستقبلات حمض الفولات. يعزى التفاعل القوي بين حمض الفوليك ومستقبلات الفولات إلى كل من الروابط الهيدروجينية والتفاعلات الكارهة للماء. تُستخدم دراسة التفاعلات غير التساهمية أيضًا في دراسة الارتباط والتآزر ضمن تجمعات الجزيئات الضخمة والمركبات الحلقية الضخمة مثل الإيثرات التاجية ومركبات الكريبتاند، التي يمكن أن تعمل كمضيف للجزيئات.

### كيمياء حمض-قاعدة
ترتبط خصائص الأحماض والقواعد بالكيمياء العضوية الفيزيائية. يهتم اختصاصيو الكيمياء العضوية في المقام الأول بأحماض/قواعد برونستد-لوري كمانحات/مستقبلات للبروتونات وأحماض/قواعد لويس كمستقبلات/مانحات للإلكترونات في التفاعلات العضوية. يستخدم الكيميائيون سلسلة من العوامل التي طُورت من الكيمياء الفيزيائية—الكهرسلبية/التأثير الحثي، وقوة الروابط، والرنين، والتهجين، والعطرية، والتذاوب (للتنبؤ بالصفات الحمضية والقاعدية).
يُستخدم مبدأ HSAB (القواعد والأحماض الطرية والقاسية) للتنبؤ بالتآثرات الجزيئية وسير التفاعل. بشكل عام، تُفضل التآثرات بين جزيئات من نفس النوع. أي أن الأحماض القاسية سترتبط مع القواعد القاسية والأحماض الطرية مع القواعد الطرية. غالبًا ما يُستغل مفهوم الأحماض والقواعد القاسية في اصطناع المعقدات التناسقية اللاعضوية.

## الحركية
يستخدم اختصاصيو الكيمياء العضوية الفيزيائية الأساس الرياضي للحركية الكيميائية لدراسة معدلات التفاعلات وآليات التفاعل. على عكس الترموديناميكا، التي تهتم بالاستقرار النسبي للنواتج والمواد المتفاعلة (ΔG°) وتراكيزها في حالة التوازن، تركز دراسة الحركية على طاقة التنشيط الحرة (ΔG‡) [الفرق في الطاقة الحرة بين بنية المتفاعلات وبنية الحالة الانتقالية] للتفاعل، لذا تسمح للكيميائي بدراسة عملية التوازن. غالبًا ما تُطبق الشكليات المشتقة رياضيًا مثل مسلّمة هاموند، ومبدأ كورتين هاميت، ومبدأ الانعكاسية المتماثلة على الكيمياء العضوية. استخدم الكيميائيون أيضًا مبدأ الترموديناميكا مقابل التحكم الحركي للتأثير على نواتج التفاعل.

### معادلة معدل التفاعل
تُستخدم دراسة الحركية الكيميائية لتحديد معادلة معدل التفاعل. توفر معادلة معدل التفاعل علاقة كمية بين معدل التفاعل الكيميائي وتركيزات أو ضغوط المواد الكيميائية الموجودة. يجب تحديد معادلة معدل التفاعل بالقياس التجريبي ولا يمكن بشكل عام استخلاصها من المعادلة الكيميائية. تشير معادلة معدل التفاعل المحددة تجريبيًا إلى قياس اتحادية العناصر لبنية الحالة الانتقالية بالنسبة لبنية الحالة القاعية. تحددت معادلة معدل التفاعل تاريخيًا من خلال مراقبة تركيز المادة المتفاعلة في أثناء التفاعل من خلال التحليل الوزني، لكن يتحقق ذلك اليوم بشكل حصري تقريبًا من خلال تقنيات مطيافية سريعة وواضحة. في معظم الحالات، تُبسط عملية تحديد معادلة معدل التفاعل عن طريق إضافة كمية فائضة كبيرة من جميع المواد المتفاعلة باستثناء واحدة.